# Recetto
Recetto (piemontiul: Riciat) település Olaszországban, Piemont régióban, Novara megyében. Lakosainak száma 970 fő (2023. január 1.). Recetto Arborio, Biandrate, San Nazzaro Sesia, Vicolungo és Greggio községekkel határos.

## Népesség
A település lakossága az elmúlt években az alábbi módon változott:
| Lakosok száma | 935  | 948  | 970  |
|               | 2017 | 2018 | 2023 |